# Ádám Lang
 Ádám Lang  (Veszprém, 17 de enero de 1993) es un futbolista húngaro. Juega de defensa y su equipo es el Debreceni V. S. C. de la Nemzeti Bajnokság I.

## Selección nacional

### Participaciones en Eurocopas
| Copa          | Sede     | Resultado        | Partidos | Goles |
| ------------- | -------- | ---------------- | -------- | ----- |
| Eurocopa 2016 | Francia  | Octavos de final | 4        | 0     |
| Eurocopa 2020 | Europa   | Primera fase     | 0        | 0     |
| Eurocopa 2024 | Alemania | Primera fase     | 1        | 0     |

## Clubes
| Club                          | País    | Año       |
| ----------------------------- | ------- | --------- |
| Veszprémi F. C.               | Hungría | 2010-2012 |
| Győri ETO F. C.               | Hungría | 2012-2015 |
| Videoton F. C.                | Hungría | 2015-2016 |
| Dijon F. C. O.                | Francia | 2016-2018 |
| A. S. Nancy-Lorraine (cedido) | Francia | 2018      |
| CFR Cluj                      | Rumania | 2018-2019 |
| A. C. Omonia Nicosia          | Chipre  | 2019-2025 |
| Debreceni V. S. C.            | Hungría | 2025-     |

## Palmarés

### Títulos nacionales
| Título                     | Club                 | País    | Año     |
| -------------------------- | -------------------- | ------- | ------- |
| Nemzeti Bajnokság I        | Győri ETO F. C.      | Hungría | 2012-13 |
| Magyar Szuperkupa          | Győri ETO F. C.      | Hungría | 2013    |
| Supercopa de Rumania       | CFR Cluj             | Rumania | 2018    |
| Liga I                     | CFR Cluj             | Rumania | 2018-19 |
| Primera División de Chipre | A. C. Omonia Nicosia | Chipre  | 2020-21 |
| Supercopa de Chipre        | A. C. Omonia Nicosia | Chipre  | 2021    |
| Copa de Chipre             | A. C. Omonia Nicosia | Chipre  | 2021-22 |
| Copa de Chipre             | A. C. Omonia Nicosia | Chipre  | 2022-23 |